# Wartezeitparadoxon
Das Wartezeitparadoxon ist ein Paradoxon aus der Warteschlangentheorie, einem Teilgebiet der Wahrscheinlichkeitstheorie. In der englischen Literatur wird es nach einem häufig verwendeten Beispiel auch hitchhiker’s paradox genannt (von engl. hitchhiker – Tramper/Anhalter).

## Anschauliche Formulierung
Wenn Busse im Durchschnitt alle {\displaystyle t} Minuten fahren, erwartet man bei zufälliger Ankunftszeit an der Bushaltestelle intuitiv eine Wartezeit von {\displaystyle t/2} Minuten. Das ist jedoch nur korrekt, wenn die Busse genau alle {\displaystyle t} Minuten fahren. Je stärker die Abstände variieren, desto wahrscheinlicher fällt die eigene Ankunftszeit in ein längeres Intervall zwischen zwei Bussen statt in ein durchschnittliches oder kürzeres. Dadurch wird die zu erwartende Wartezeit länger.
Besonders deutlich wird dieser Effekt an einem vereinfachten Beispiel: Wenn sich die Busse abwechselnd {\displaystyle t/2} Minuten verfrühen und {\displaystyle t/2} Minuten verspäten, dann fahren immer zwei Busse gleichzeitig und zwischen diesen Abfahrten vergehen jeweils {\displaystyle 2t} Minuten ohne Bus. Die Intervalle sind also doppelt so lang wie im Fahrplan und entsprechend verdoppelt sich auch die mittlere Wartezeit auf {\displaystyle t} Minuten.

## Mathematische Formulierung
Die Zufallsgrößen {\displaystyle X_{1},X_{2},\dots } der Abstände zwischen zwei Bussen seien unabhängig und gleich verteilt mit Erwartungswert {\displaystyle \mu } und Standardabweichung {\displaystyle \sigma }. Die ersten {\displaystyle n} Busse brauchen dann {\displaystyle X_{1}+X_{2}+\dotsb +X_{n}}. Kommt man zwischen dem {\displaystyle (k-1)}-ten und {\displaystyle k}-ten Bus, so fällt die Wartezeit linear von {\displaystyle X_{k}} auf {\displaystyle 0}. Der Erwartungswert der Wartezeit beträgt somit
{\displaystyle {\frac {X_{1}^{2}/2+X_{2}^{2}/2+\dotsb +X_{n}^{2}/2}{X_{1}+X_{2}+\dotsb +X_{n}}}={\frac {1}{2}}\cdot {\frac {\frac {X_{1}^{2}+X_{2}^{2}+\dotsb +X_{n}^{2}}{n}}{\frac {X_{1}+X_{2}+\dotsb +X_{n}}{n}}}}
Bildet man nun den Grenzwert {\displaystyle n\to \infty }, so konvergiert der Zähler gegen {\displaystyle E(X^{2})=E(X)^{2}+V(X)=\mu ^{2}+\sigma ^{2}} und der Nenner gegen {\displaystyle E(X)=\mu }. Der Erwartungswert beträgt folglich:
{\displaystyle {\frac {1}{2}}\cdot {\frac {\mu ^{2}+\sigma ^{2}}{\mu }}={\frac {\mu }{2}}+{\frac {\sigma ^{2}}{2\mu }}}
Der Erwartungswert ist also stets größer als {\displaystyle \mu /2}, außer für {\displaystyle \sigma =0}. Insbesondere kann der Erwartungswert unendlich werden, wenn {\displaystyle \sigma =\infty }.

## Beispiele
- Kommen die Busse exakt im Abstand {\displaystyle \mu }, dann ist {\displaystyle \sigma =0} und somit beträgt der Erwartungswert der Wartezeit {\displaystyle \mu /2}.
- Kommen die Busse mit Wahrscheinlichkeit {\displaystyle 1/2} im Abstand {\displaystyle a} und mit Wahrscheinlichkeit {\displaystyle 1/2} im Abstand {\displaystyle b}, so ist {\displaystyle \mu =(a+b)/2} und {\displaystyle \sigma =|a-b|/2}, somit ist der Erwartungswert der Wartezeit {\displaystyle {\frac {a+b}{4}}+{\frac {(a-b)^{2}}{4(a+b)}}}.
- Sind die Abstände gleichverteilt in {\displaystyle [\mu -\varepsilon \mu ,\mu +\varepsilon \mu ]}, so ist {\displaystyle \sigma =\varepsilon \mu /{\sqrt {3}}}. Also beträgt der Erwartungswert der Wartezeit {\displaystyle {\frac {\mu }{2}}+{\frac {\varepsilon ^{2}\mu }{6}}=\left({\frac {1}{2}}+{\frac {\varepsilon ^{2}}{6}}\right)\mu }.
- Sind die Abstände exponentialverteilt mit Parameter {\displaystyle \lambda }, so ist {\displaystyle \mu =\sigma ={\frac {1}{\lambda }}}. Somit ist der Erwartungswert der Wartezeit {\displaystyle {\frac {\mu }{2}}+{\frac {\mu ^{2}}{2\mu }}=\mu }, d. h. obwohl die Busse im Durchschnitt alle {\displaystyle \mu } Minuten kommen, muss man trotzdem im Durchschnitt {\displaystyle \mu } Minuten warten! (Siehe Abschnitt Poisson-Prozess.)
- Sind die Abstände {\displaystyle 2^{n}} mit Wahrscheinlichkeit {\displaystyle 2\cdot 3^{-n}} für {\displaystyle n=1,2,3,\dots }, dann ist {\displaystyle \mu =4}, aber {\displaystyle \sigma =\infty }. Also: Obwohl im Durchschnitt alle 4 Minuten ein Bus fährt ist der Erwartungswert der Wartezeit unendlich groß.

## Poisson-Prozess
Oftmals wird das Wartezeitparadoxon nur für Poisson-Prozesse beschrieben, wo es eine natürlichere Erklärung für das Paradoxon gibt.
Beim Poisson-Prozess sind die Abstände zwischen zwei Zuwächsen exponentialverteilt (siehe Beispiel oben), also stimmt der Erwartungswert der Wartezeit mit dem Erwartungswert der Abstände überein. Dies liegt an der Homogenität des Poisson-Prozesses; mit anderen Worten: der Erwartungswert der Wartezeit ist unabhängig davon, wann der letzte Bus gefahren ist. Insbesondere bekommt man diesen Erwartungswert, wenn der Bus gerade abgefahren ist, und in diesem Augenblick ist die Wartezeit der Abstand zum nächsten Bus. Somit stimmen die Erwartungswerte überein.
Dieses Paradoxon gibt es auch im diskreten Modell, nämlich beim Würfeln. Im Durchschnitt muss man 6-mal würfeln, um eine Sechs zu bekommen. Es ist jedoch egal, wie oft man es schon versucht hat – man muss im Durchschnitt immer noch 6-mal würfeln.